# Madri della Santa Croce
Le Madri della Santa Croce (sigla M.H.C.) sono un istituto religioso femminile di diritto pontificio.

## Storia
La congregazione fu fondata nel 1976 in Tanzania da Maria Stieren, delle benedettine missionarie di Tutzing, insieme con il sacerdote Cornelio Del Zotto, dell'ordine dei frati minori.
Nel 1991 la pontificia commissione "Ecclesia Dei" ha eretto la congregazione in istituto religioso di diritto pontificio.

## Attività e diffusione
Le suore si dedicano all'esercizio del culto divino secondo la tradizione liturgica tridentina.
La sede generalizia è a Singida, in Tanzania.
Alla fine del 2015 l'istituto contava 91 religiose in 5 case.